# Antoni Lima Solà
Antoni Lima (Barcelona, 22 de setembre de 1970) és un exfutbolista català amb nacionalitat andorrana. Actualment és el director de Futbol Internacional del Deportivo Alavés. És germà del futbolista Ildefons Lima.